# Conquista portuguesa de Goa
A conquista portuguesa de Goa ocorreu em 1510 por iniciativa do governador da Índia Afonso de Albuquerque. Goa não constava entre as cidades que Albuquerque havia sido instruído a conquistar pelo rei D. Manuel, que se resumiam a Ormuz, Ádem e Malaca.

## Contexto
A 4 de novembro de 1509, Afonso de Albuquerque sucedeu a D. Francisco de Almeida como Governador do Estado Português da Índia.
Ao contrário de D. Francisco, Albuquerque percebeu que os portugueses poderiam ter um papel mais proactivo no sentido de quebrar a supremacia muçulmana no comércio do Oceano Índico. O seu plano passava por tomar sob seu controlo três pontos estratégicos – Adém, Hormuz e Malaca. Albuquerque compreendeu também a necessidade de estabelecer uma base de operações em terras controladas directamente pela coroa portuguesa e não só em território de aliados como Cochim e Cananor, que permitiam que os portugueses tivessem fortalezas nas suas terras e ali comerciassem em troca de alianças militares.

## Preparativos Portugueses
Pouco após um ataque a Calecute em janeiro de 1510, Albuquerque encontrava-se em Cochim com as suas tropas a organizar um ataque ao Mar Vermelho, de onde lhe chegara informações que os mamelucos do Egipto estavam a aprestar uma nova frota para enviar contra os portugueses na Índia. 
Compunha a frota portuguesa 23 navios, 1.200 soldados portugueses, 400 marinheiros portugueses, 220 auxiliares malabares de Cochim e 3.000 "escravos de peleja". A expedição partiu para o Mar Vermelho no final de janeiro de 1510; a 6 de fevereiro ancoraram em Cananor, e a 13 avistaram o célebre Monte de Eli.
Junto daquele promontório, Albuquerque reuniu os seus capitães em conselho na sua nau capitânia, a Flor do Mar, e lhes revelou o objectivo da expedição: tinha ordens do rei D. Manuel para conquistar Hormuz, mas visto que estavam os mamelucos a preparar uma frota no Suez, propôs-lhes desviar do itinerário original e destruí-la antes que estivesse pronta.
Dali, a armada levantou âncora e largou-a depois na cidade de Onor, na costa da Índia, onde Albuquerque foi procurado por um conhecido dos portugueses: o poderoso corsário hindu, Timoja. Timoja avisou o governador que seria perigoso partir para o Mar Vermelho, pois o sultão de Bijapur Yusuf Adil Khan havia recolhido na cidade vizinha de Goa alguns sobreviventes mamelucos derrotados na Batalha de Diu, e reequipava-os ali com armas e novos navios com que atacassem os portugueses, provavelmente em retaliação pela destruição da cidade de Dabul pelo vice-rei Dom Francisco de Almeida no ano anterior. A cidade, no entanto encontrava-se mal vigiada e defendida, pois Yusuf havia morrido recentemente e seu herdeiro Ismail Adil Shah era jovem e inexperiente. Sabedor do descontentamento entre os hindus de Goa para com os governantes muçulmanos de Bijapur que os governavam desde 1496, Timoja propôs a Albuquerque que conquistasse a cidade com o seu apoio. Parece que proposta de Timoja não foi totalmente inesperada, pois o governador já antes havia recebido em Cochim enviados do corsário solicitando um encontro.
Tendo-se reunido uma vez mais com os seus capitães em conselho, Albuquerque convenceu-os de que era crucial que atacassem Goa.

## Conquista primeira de Goa

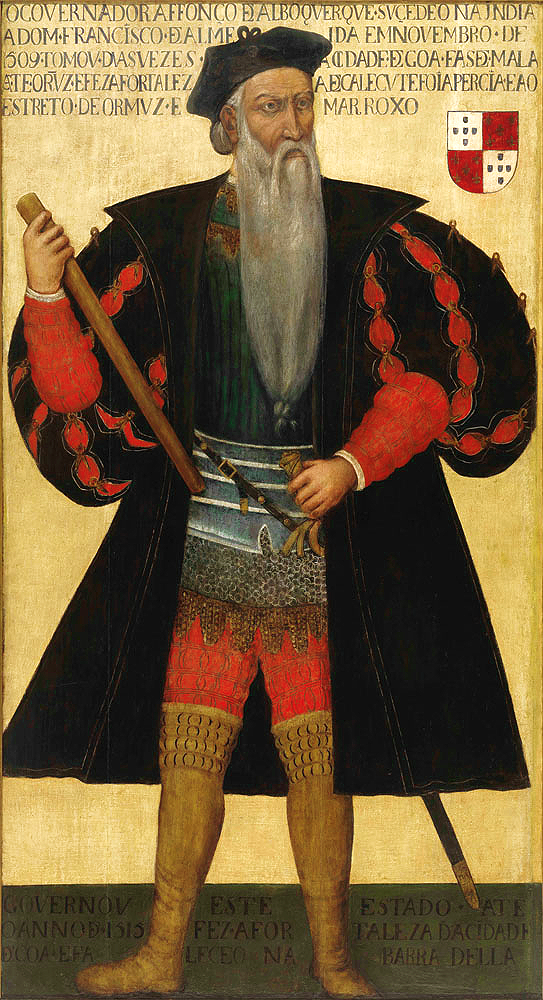
Afonso de Albuquerque

A 16 de fevereiro, a armada portuguesa deu entrada nas águas profundas do rio Mandovi. Apoiados por 2.000 homens de Timoja, os portugueses desembarcaram em Pangim um corpo de tropas comandadas por Dom António de Noronha e assaltaram o forte que ali se encontrava, defendido por 400 mercenários comandados por um oficial turco de nome Yusuf Gurgij. Os portugueses tomaram o forte de assalto e capturaram várias peças de artilharia de ferro tendo Yusuf conseguido fugir ferido para a cidade. Em Pangim, Albuquerque recebeu emissários das figuras mais importantes de Goa, e propôs-lhes liberdade religiosa e impostos mais baixos caso aceitassem a soberania portuguesa. Os goeses declararam o seu total apoio aos portugueses e Albuquerque tomou posse de Goa em 17 de fevereiro de 1510, sem resistência.
Albuquerque proibiu os seus soldados de molestarem os residentes, sob pena de morte.
Na cidade, os portugueses encontraram mais de 100 cavalos pertencentes ao governante de Bijapur, 25 elefantes, e navios de guerra em construção, corroborando as informações de Timoja. Como recompensa, foi nomeado tanadar-mor (principal magistrado, representante e cobrador de impostos) dos hindus de Goa. Os muçulmanos também foram autorizados a viver segundo as suas leis sob um magistrado próprio.
Albuquerque começou a organizar as defesas da cidade, dado que esperava a qualquer momento um contra-ataque por parte do Sultão de Bijapur. As muralhas da cidade foram reparadas, o fosso foi ampliado e enchido com água e foram construídos depósitos de armas e mantimentos. Os navios foram acabados e postos ao serviço dos portugueses, e os cinco vaus da ilha – Banastarim, Naroá, Agaçaim, Passo Seco e Daugim – guarnecidos por tropas portuguesas e auxiliaries indianos, apoiados por várias peças de artilharia.
Albuquerque enviou também frei Luiz do Salvador à frente de uma embaixada à corte do vizinho reino hindu de Bisnaga , na esperança de firmar um tratado de aliança contra Bijapur.

### Contra-ataque do Hidalcão

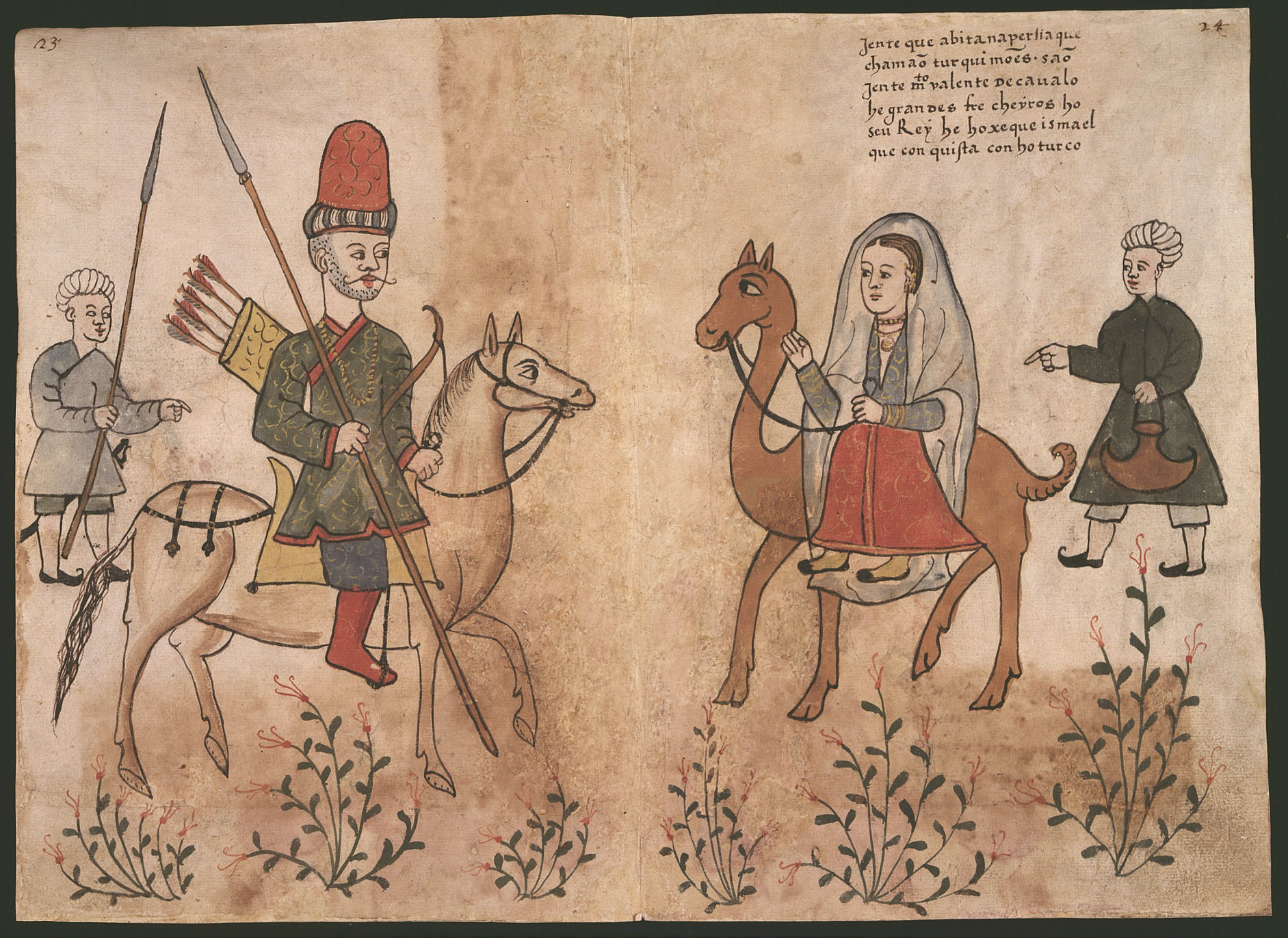
Guerreiros turcomanos do planalto iraniano, representado no Códice Casanatense.

Sem que Albuquerque o soubesse, o Hidalcão acabara de assinar com uma trégua com Bisnaga e podia por isso desviar um grande numero de tropas para reconquistar a cidade. Para tal, ele enviou um general turco, Pulatecão à cabeça de 40.000 guerreiros, que incluíam muitos mercenários persas e turcos, e que desbarataram as tropas de Timoja em terra firme. O Hidalcão ergueu a sua tenda real diante do vau de Banastarim, à espera que a monção prendesse os portugueses na cidade antes de dar a ordem para atacar a ilha.

Albuquerque foi avisado deste plano por João Machado, um renegado português que era agora um capitão prestigiado sob as ordens do Hidalcão, embora permanecesse cristão. Fora enviado a convencer os seus compatriotas a deporem as armas ou abandonarem a cidade. Confiante, Albuquerque rejeitou as propostas de Machado:
Dizei a Hidalcão que os portugueses nunca perderam o que huma vez ganharam, que o bom concerto que com elle farei é que elle me dê todalas terras de Goa, e por isso com ele assentarei amizade.

Topografia de Goa, vendo-se a Ilha de Goa ao centro.

Machado informou também Albuquerque que os muçulmanos residentes na cidade mantinham o Hidalcão ao corrente dos números e movimentos portugueses.
Com a chegada da monção porém, a situação portuguesa tornou-se crítica: o clima tropical dizimou uma grande quantidade de vidas portuguesas, os alimentos deterioravam-se e os portugueses estavam demasiado esticados para conter o exército muçulmano. Assim, Pulatecão lançou um grande ataque anfíbio em 11 de maio, através do vau de Banastarim na maré baixa a meio a uma forte tempestade, desbaratando rapidamente o pequeno número de tropas portuguesas que ali se encontravam. Uma revolta muçulmana eclodiu então nos arredores de Goa, em desrespeito do acordo que haviam firmado com Albuquerque, de que este não se olvidaria; os portugueses recuaram rapidamente para dentro da cidade, com a ajuda dos seus aliados hindus.
No dia seguinte, Pulatecão ordenou um ataque contra a cidade, mas foi rechaçado. Só então soube Albuquerque, por frei Luiz, da trégua entre Bijapur e Bisnaga, e por isto passou o resto de maio a preparar a retirada das suas tropas da cidade. Albuquerque recusou-se a incendiar a cidade, pois isso anunciaria a sua retirada aos sitiantes e ordenou que uma grande quantidade de especiarias e cobre fosse espalhada pelas ruas para retardar o avanço do inimigo. Antes de partir, deu ordem a Timoja para que os seus homens executassem os cativos muçulmanos, que aqueles fizeram, segundo consta, de bom grado.
Antes da alvorada de 31 de maio, 500 portugueses embarcaram sob fogo inimigo, protegidos por um pequeno número de soldados que detiveram o avanço das tropas inimigas que já então transpunham as muralhas e invadiam as ruas. Ismail retomou então a posse da cidade, ao som de trombetas.

### Presos no rio

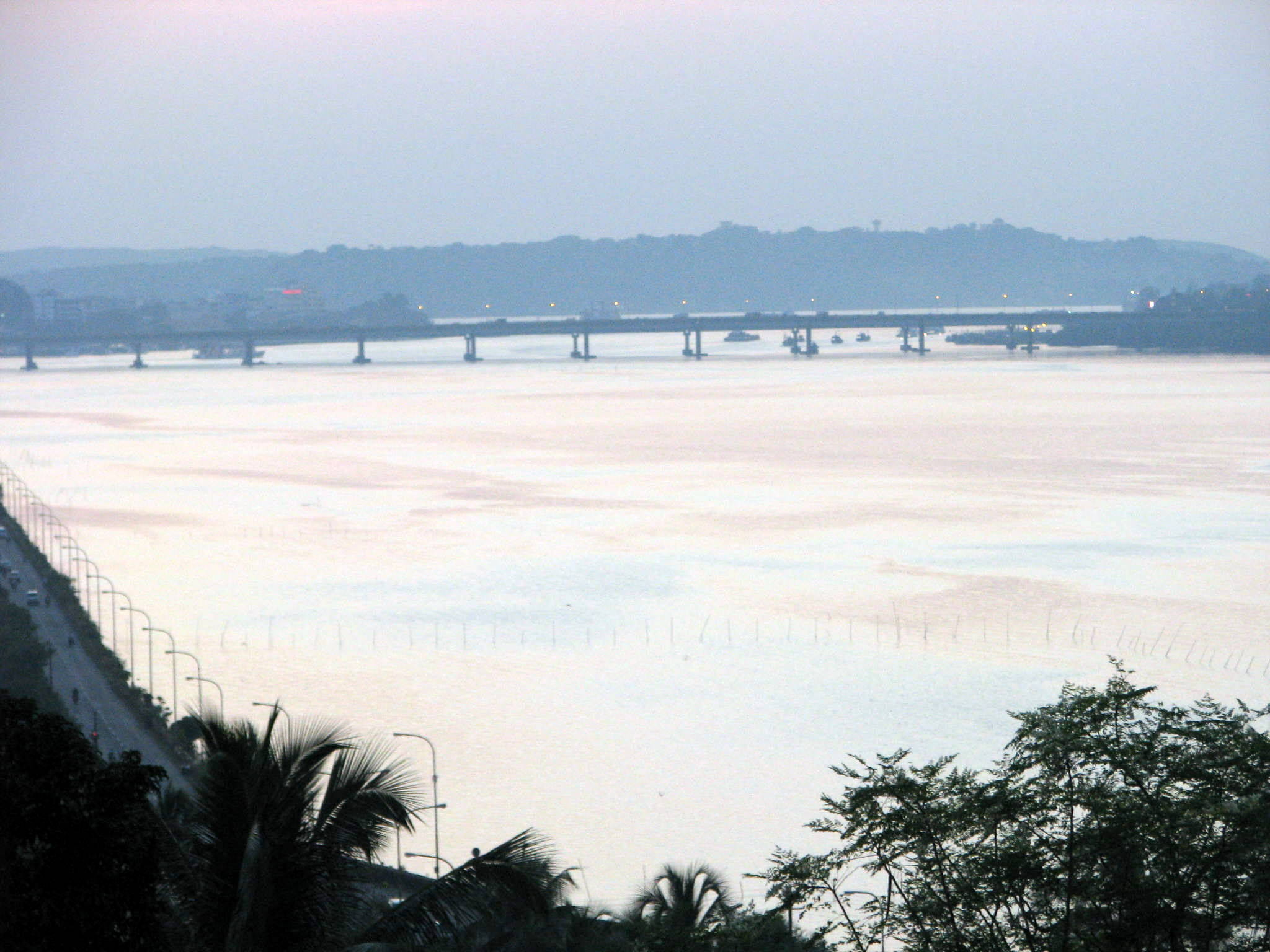
Rio Mandovi visto a partir de Ribandar.

A 1 de junho, os navios partiram da frente ribeirinha de Goa para a foz do Mandovi, não podendo sair para alto mar devido à monção. A frota encontrava-se presa na foz do rio, e nos três meses seguintes os portugueses enfrentaram um áspero racionamento ao ponto de cozinharem ratos e couro, um bombardeio muçulmano contínuo e duras condições climáticas.

Devido às tempestades, a água do rio era lamacenta, dificultado a captura de peixes e a água salobra, embora a chuva forte permitisse que parte da água potável fosse reabastecida. Os portugueses também sofriam com o tiro constante canhões indianos em terra que, embora erráticos, os obrigava a deslocar frequentemente os navios e evitar sair para os conveses. Evitaram responder, para poupar pólvora e munições. Segundo João de Barros: 
Assim que por uma parte fome e sede, e por outra guerra, relampagos, e coriscos, e trovoadas de Inverno trazia a gente comum tão assombrada que começou a entrar a desesperação em alguns.

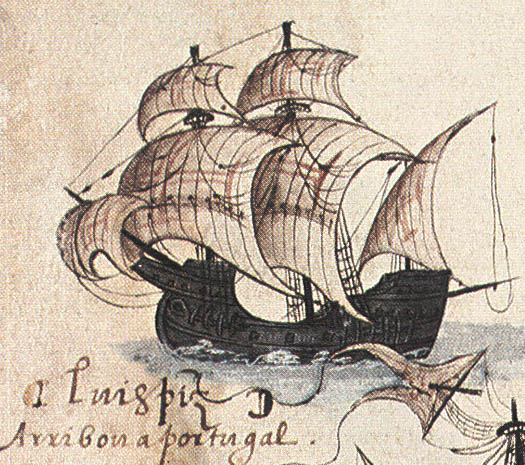
Nau portuguesa, representada no Livro de Lisuarte de Abreu.

Muitos saltavam ao mar e desertavam, informando o inimigo da escassez entre a armada. O Hidalcão porém, temia a renovação das hostilidades com Bisnaga a qualquer momento e desejava concluir uma trégua com os portugueses. Enviou portanto um emissário propondo que se instalassem na cidade vizinha de Cintacora em paz mas Albuquerque rejeitou a oferta.
O governador visitava todos os navios, elevando a moral e incutindo a disciplina, mas sua relação com os capitães degradou-se rapidamente depois de ter o seu popular sobrinho, D. António de Noronha, perecido num ataque em terra. Um episódio foi relevante, pois o fidalgo Rui Dias desobedecia e desafiava as ordens do governador, e quando Albuquerque ordenou que fosse enforcado deflagrou um motim entre as fileiras dos fidalgos portugueses da armada – que na verdade não se opunham à execução, mas ao facto de ter sido condenado a morrer na forca e não decapitado como convinha a um nobre. Albuquerque mostrou-se inflexível e Rui Dias foi enforcado, ao passo que vários dos capitães revoltosos foram presos, se bem que só por alguns dias.

## Interlúdio

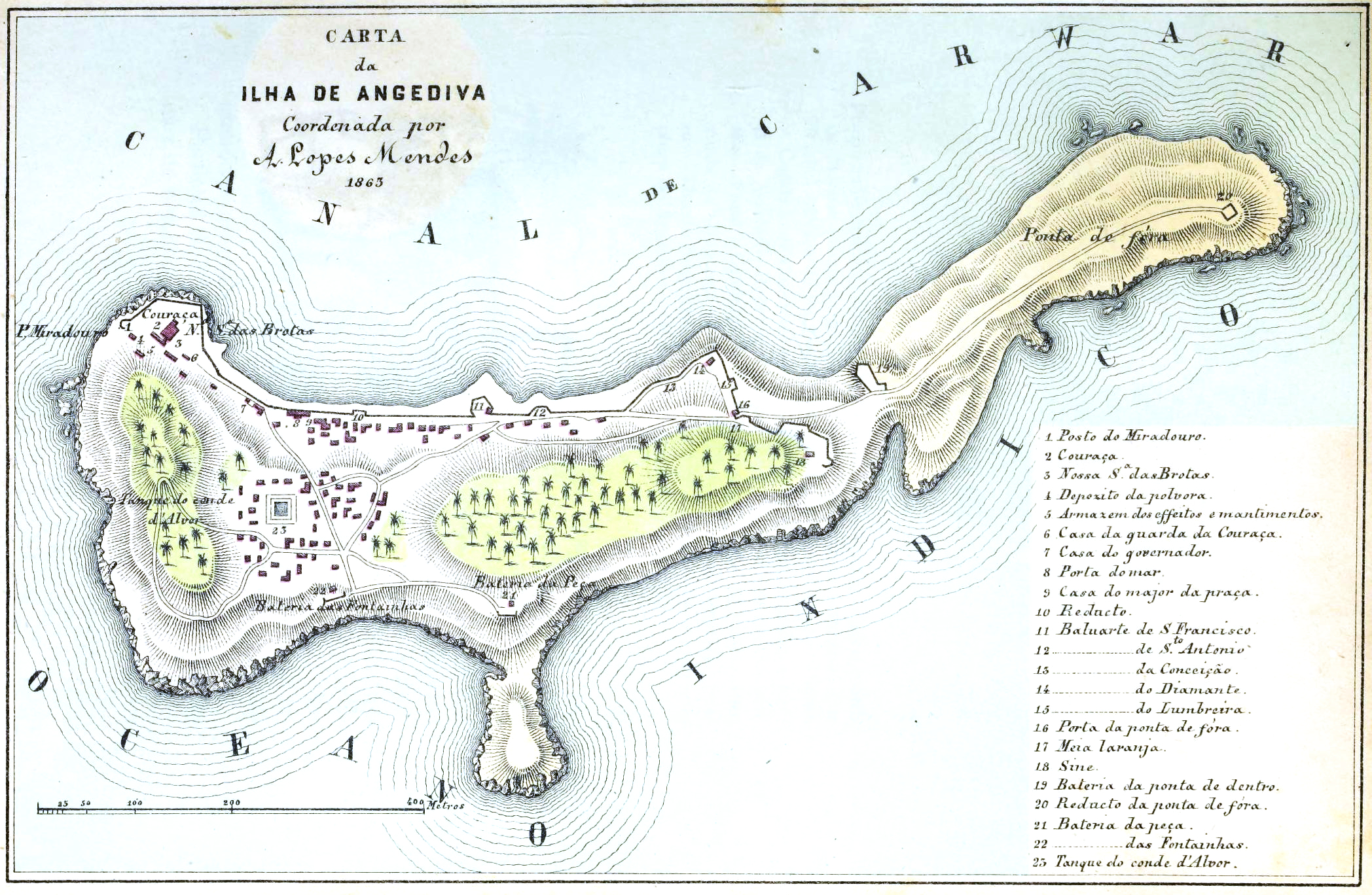
A ilha de Angediva

A armada pode finalmente sair da barra do Mandovi a 15 de Agosto e no dia seguinte aportou à Ilha Angediva para buscar água. Ali encontraram uma frota portuguesa de 4 navios e 300 soldados, capitaneada por Diogo Mendes de Vasconcelos, enviado por D. Manuel I para comerciar em Malaca. Albuquerque persuadiu Vasconcelos a ajudá-lo a reconquistar Goa.
Passando por Onor, Albuquerque soube por Timoja que o Hidalcão já havia partido de Goa para lutar contra Bisnaga em Balagate, e que uma insurreição ocorrera na cidade, matando muitos oficiais da guarnição.

### Cananor

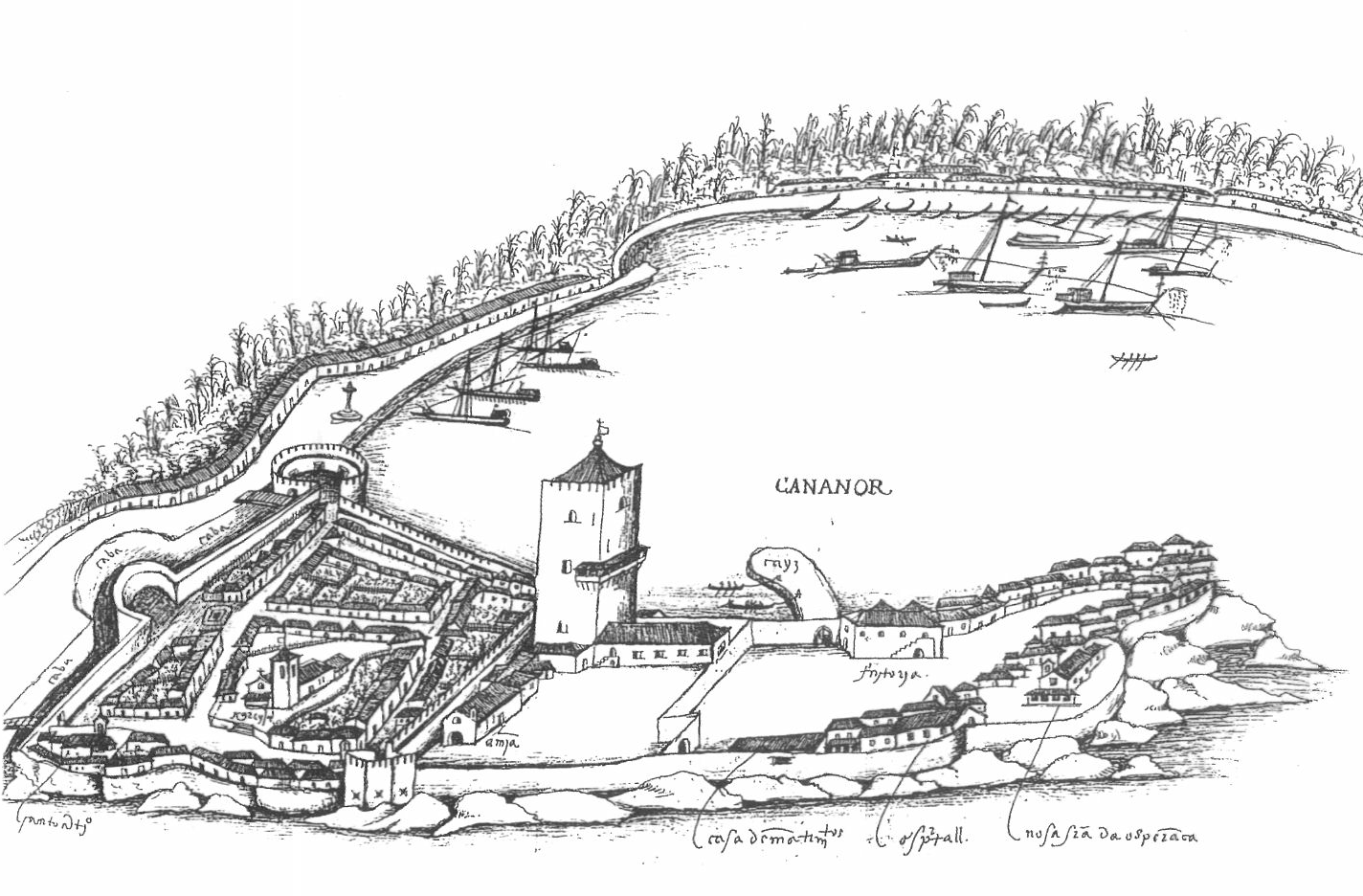
A fortaleza portuguesa em Cananor.

Em Cananor Albuquerque mandou carenar e reparar os seus navios, e a ele se juntou ali o esquadrão de 12 navios de Duarte de Lemos, chegados de Socotra, mais a a frota anual de naus vindas de Portugal comandada por Gonçalo de Sequeira, com ordens do rei para mandar Lemos regressar a Portugal e entregar os seus navios ao governador. Os portugueses contavam assim com 1.680 homens e 34 navios, entre naus, caravelas e galés – embora Gonçalo de Sequeira tenha ficado com os seus navios para supervisionar o carregamento da pimenta e regressar a Portugal com Duarte de Lemos.

### Cochin
Antes de partir para Goa, Albuquerque foi alertado pelo rajá de Cochim, fiel aliado dos portugueses, de uma iminente disputa entre ele e o primo pelo trono e solicitou a sua ajuda. O abastecimento anual de pimenta com destino a Portugal e à Europa dependia do rei de Cochim, pelo que Albuquerque rapidamente partiu em seu socorro. Por meio de uma rápida e firme demonstração de força, o príncipe conflituoso foi forçado ao exílio.

### Onor
Em Onor, os portugueses mais uma vez uniram forças com Timoja, que informou Albuquerque da forte guarnição que o Hidalcão havia dexiado para trás, cerca de 8.000 a 10.000 "brancos" (mercenários persas e turcos), apoiados por infantaria nativa. Timoja forneceria 4.000 homens e 60 fustas suas, ao passo que o rei de Onor se propôs enviar 15.000 homens por terra.

## Segunda conquista de Goa

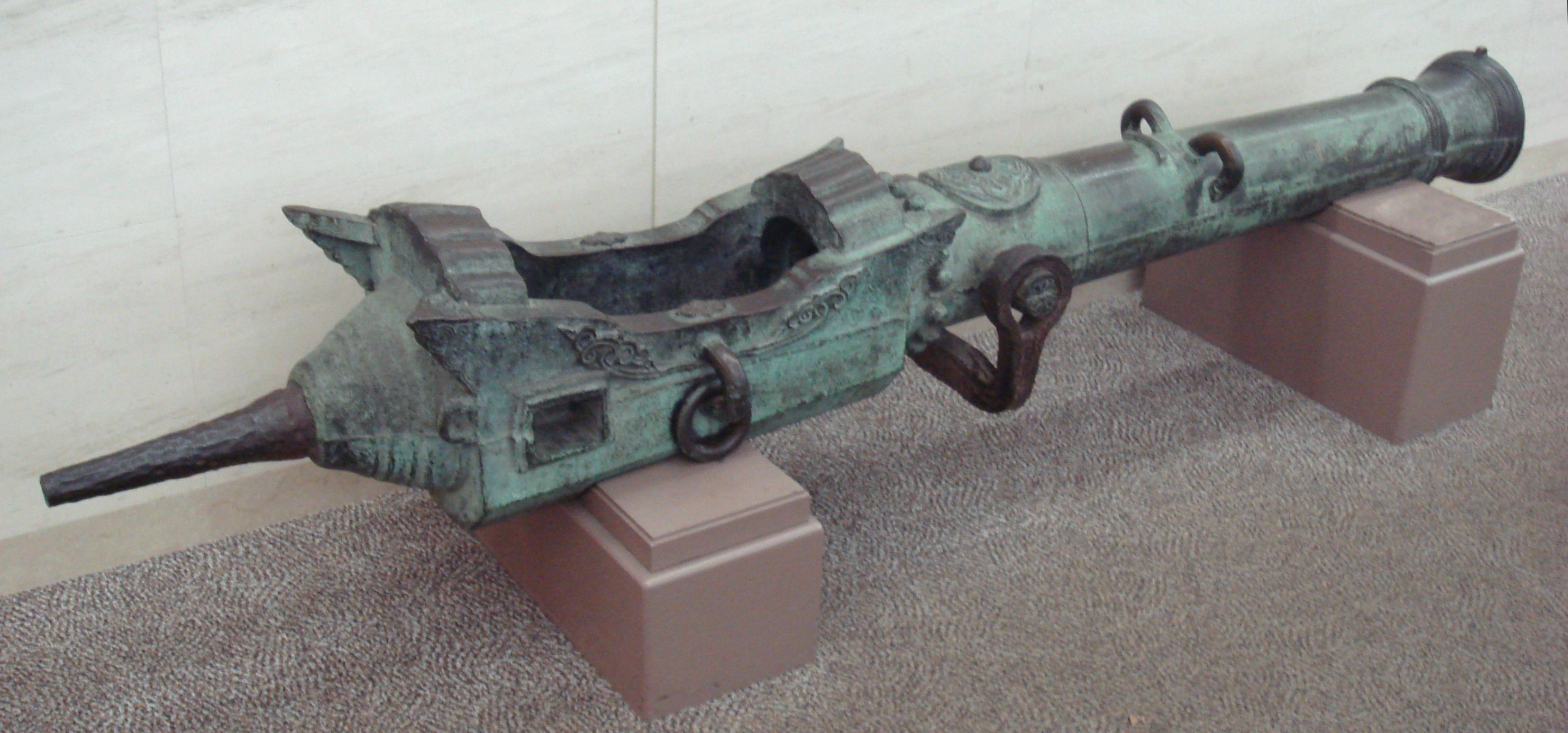
Arma de retrocarga giratória, acredita-se ter sido usada pelos portugueses em Goa, Índia. Foi exportada ao Japão e utilizada por Oda Nobunaga.

A 24 de novembro, os portugueses entraram uma vez mais no Mandovi e em Ribandar desembarcaram alguns homens comandados por Dom João de Lima para fazer o reconhecimento das defesas da cidade. Albuquerque convocou depois um conselho em que exprimiu a sua intenção de assaltar a cidade num ataque tripartido e dividiu as suas forças em conformidade: à cabeça de um esquadrão de infantaria ele atacaria pessoalmente a cidade por ocidente, onde se situavam os estaleiros navais; dois esquadrões comandados por Vasconcelos e Manuel de Lacerda atacariam as portas ribeirinhas da cidade a norte, onde se esperava que se concentrassem a maior parte das forças adversárias.

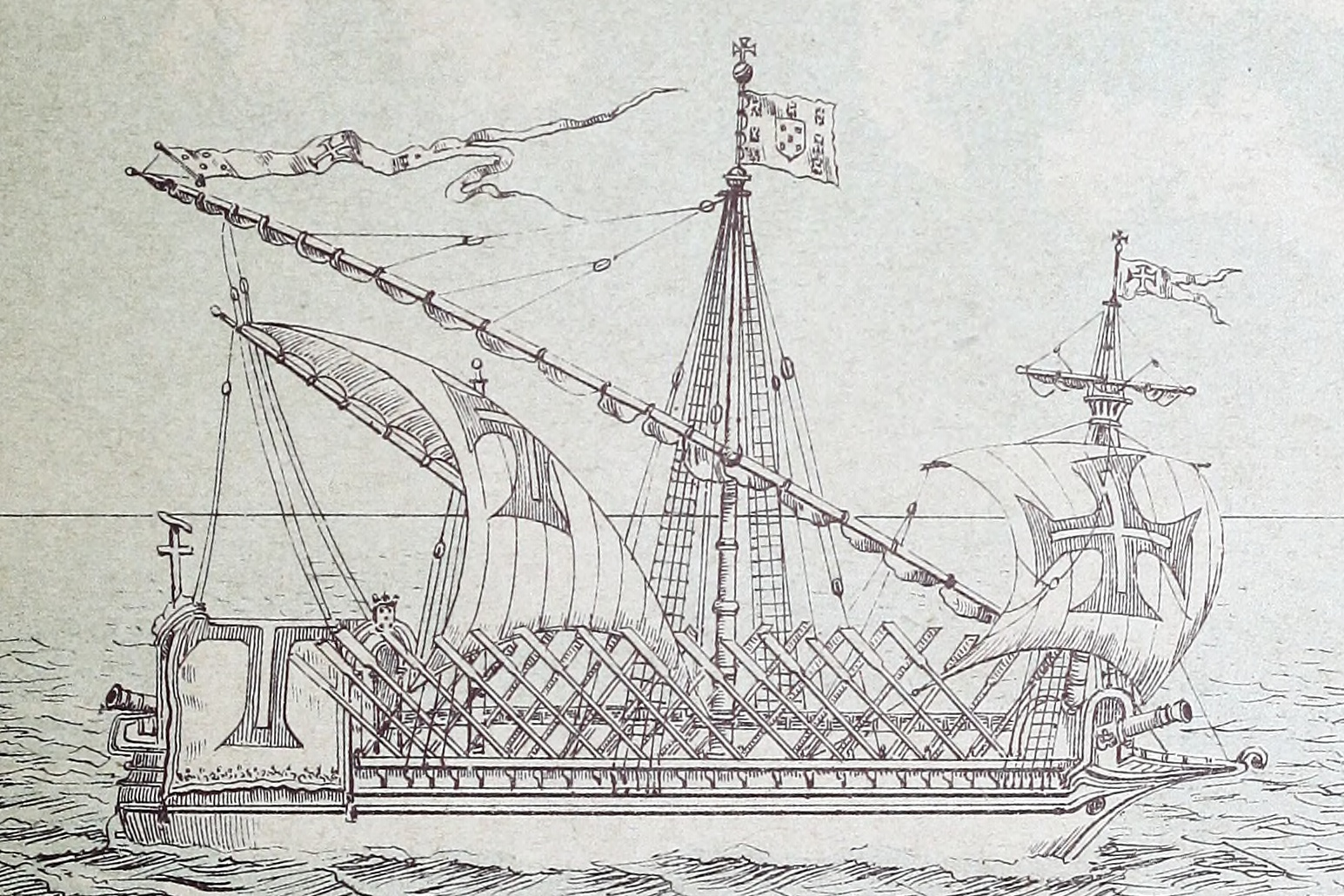
Galé portuguesa na Índia.

Ao raiar de 25 de novembro, dia de Santa Catarina, iniciou-se o ataque. As galés portuguesas avançaram primeiro para, com o seu poder de fogo, dispersar os inimigos na frente ribeirinha e permitir que os barcos de desembarque abicassem. Uma vez em terra, a os esquadrões de infantaria pesadamente armada de Vasconcelos e Lacerda e liderados pelos fidalgos, atacaram as defesas em redor das portas ribeirinhas com  granadas de barro lançadas à mão e rapidamente desbarataram os defensores. Os portugueses conseguiram impedir que os portões se fechassem e penetraram "de roldão" no perímetro fortificado da cidade. A este sucesso inicial seguiu-se alguma confusão, entre ataques e contra-ataques junto das portas. Um soldado de nome Fradique Fernandes logrou escalar as muralhas e ergueu sobre as ameias uma bandeira, bradando Portugal! Portugal! Vitória! Santa Catarina! lançando a confusão entre os defensores; alguns reagruparam-se em torno do palácio do Hidalcão a fim de organizar um contra-ataque, mas também estes foram destroçados pelo esquadrão de Vasconcelos, que atacou ao som de trombetas.

Ao fim de cinco horas de combate, os defensores já procuravam fugir pelas ruas e para longe da cidade acompanhados de muitos civis - muitos dos quais se afogaram ao tentarem atravessarem a estreita ponte sobre o fosso, ou foram massacrados pelos residentes hindus de Goa.
Alguns gentios, homens principais, a que os turcos lhes têm tomado suas terras, sabendo da destruição de Goa, desceram da serra onde estão recolhidos, e vieram em minha ajuda e tomaram os passos e caminhos, e a todos os mouros que escaparam de Goa os trouxeram à espada, e não deram vida a viva criatura. 

- Carta de Afonso de Albuquerque ao rei D. Manuel, 22 de Dezembro de 1510. 
Albuquerque não pôde participar pessoalmente no assalto à cidade, pois as defesas junto aos estaleiros revelaram-se muito mais fortes do que esperara. Timoja também só chegou mais tarde. O governador passou o resto do dia a reduzir bolsas de resistência dentro da cidade e por fim permitiu que os seus homens saqueassem a propriedade dos muçulmanos por quatro dias. Os estaleiros, armazéns e artilharia reverteram para a Coroa e a propriedade dos hindus foi poupada. Os muçulmanos que não fugiram, no entanto, foram mortos por conluio com o exército de Bijapur. Para evitar um surto de peste, seus corpos foram lançados aos crocodilos que nadavam no rio.
Os portugueses sofreram 50 mortos e 300 feridos no ataque – principalmente devido a flechas – enquanto cerca de 800 "turcos" (mercenários) e mais de 6.000 "mouros" entre civis e combatentes pereceram na refrega segundo as estimativas de Albuquerque.

### Defesa de Goa e assalto a Benastarim

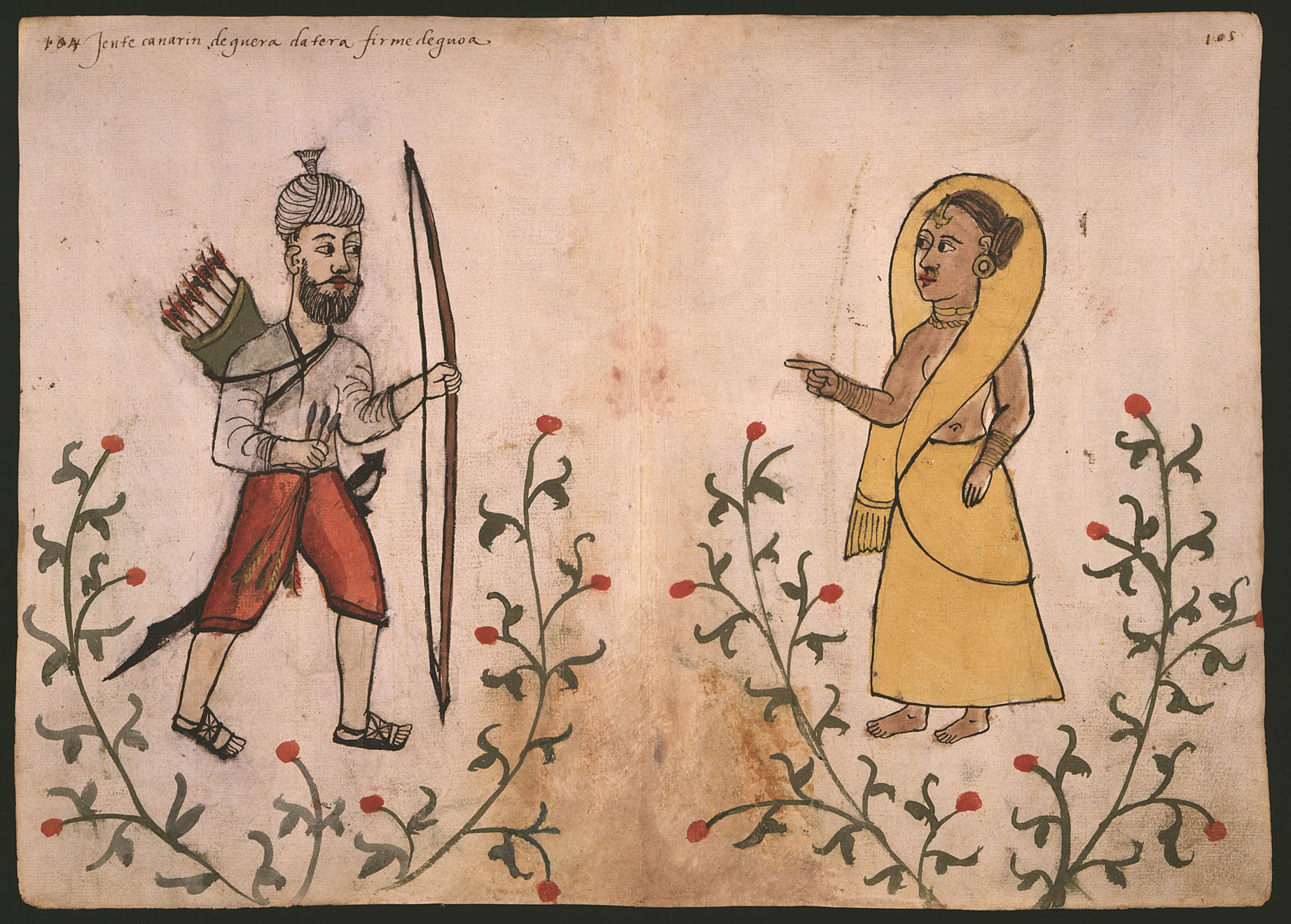
Guerreiro Canarim quinhentista, representado no Códice Casanatense.

Com a cidade novamente e firmemente em mãos portuguesas, chegara a altura de Albuquerque organizar a sua defesa e administração: o castelo indiano foi refeito ao estilo europeu e nele foi instalada uma guarnição de 400 soldados, 20 alabardeiros e 80 besteiros a cavalo sob o comando do capitão de Goa. Foi criada uma guarda marinha dos rios.
Timoja viu-lhe restituido o posto de tanadar-mor mas foi pouco depois substituído por Melrao devido a corrupção e à sua baixa casta. Melrao tinha ao seu dispor o comando de 5000 canarins para ajudar à defesa da cidade.
A 11 de fevereiro de 1511 Albuquerque partiu para a conquista de Malaca. Goa veio a ser fortemente cercada uma vez mais pelas tropas de Pulatecão, regressado com um novo exército, porém este revelou-se incapaz de conquistar a cidade, não obstante graves faltas de mantimentos entre os portugueses e baixas entre estes devido ao clima tropical, até que por fim Albuquerque regressou de Malaca em Outubro de 1512, trazendo consigo fortes reforços que haviam entretanto chegado de Portugal. Contava com 20 navios e 2500 soldados e com estes passaria à ofensiva contra as tropas indianas, agora comandadas por Roçalcão, que entretanto substituíra Pulatecão.

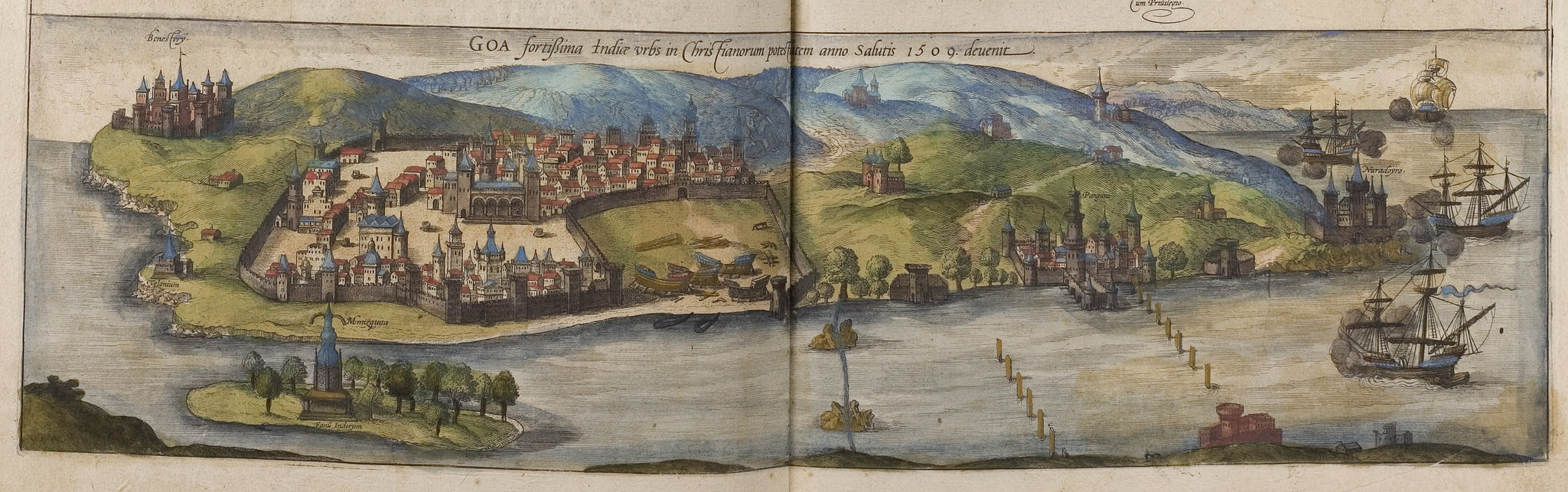
Goa Portuguesa representada numa gravura alemã quinhentista, vendo-se ao longe uma represantação de Benastarim.

Para assegurar definitivamente o controlo de Goa e do seu termo, seria necessário a Albuquerque conquistar o forte de Benastarim que servia de quartel-general a Roçalcão. Segundo Albuquerque, guarnecia-o 300 cavaleiros turcomanos mercenários, 3000 guerreiros veteranos e 3000 que o governador considerava desprovidos de valor militar. Estes foram derrotados em batalha campal nos arredores da cidade, quando tentaram impedir os portugueses de alcançarem Benastarim. Enclausurados dentro do forte, os sobreviventes foram assim sujeitos a um forte bombardeamento da parte de baterias de artilharia portuguesa em terra e navios no rio, até que por fim Roçalcão pediu tréguas ao fim de oito dias.
Albuqurque permitiu a Roçalcão que se retirasse com as suas tropas em troca de 19 renegados portugueses. Roçalcão pediu que o governador não os executasse, ao que Albuquerque concordou, mas submeteu-os a um brutal castigo, sendo os renegados torturados e desfigurados em praça pública por terem abandonado os seus compatriotas e desertado do serviço real. Um deles, Fernão Lopes, haveria de viver voluntariamente na ilha de Santa Helena em total ou quase total solidão até morrer.

## Desfecho

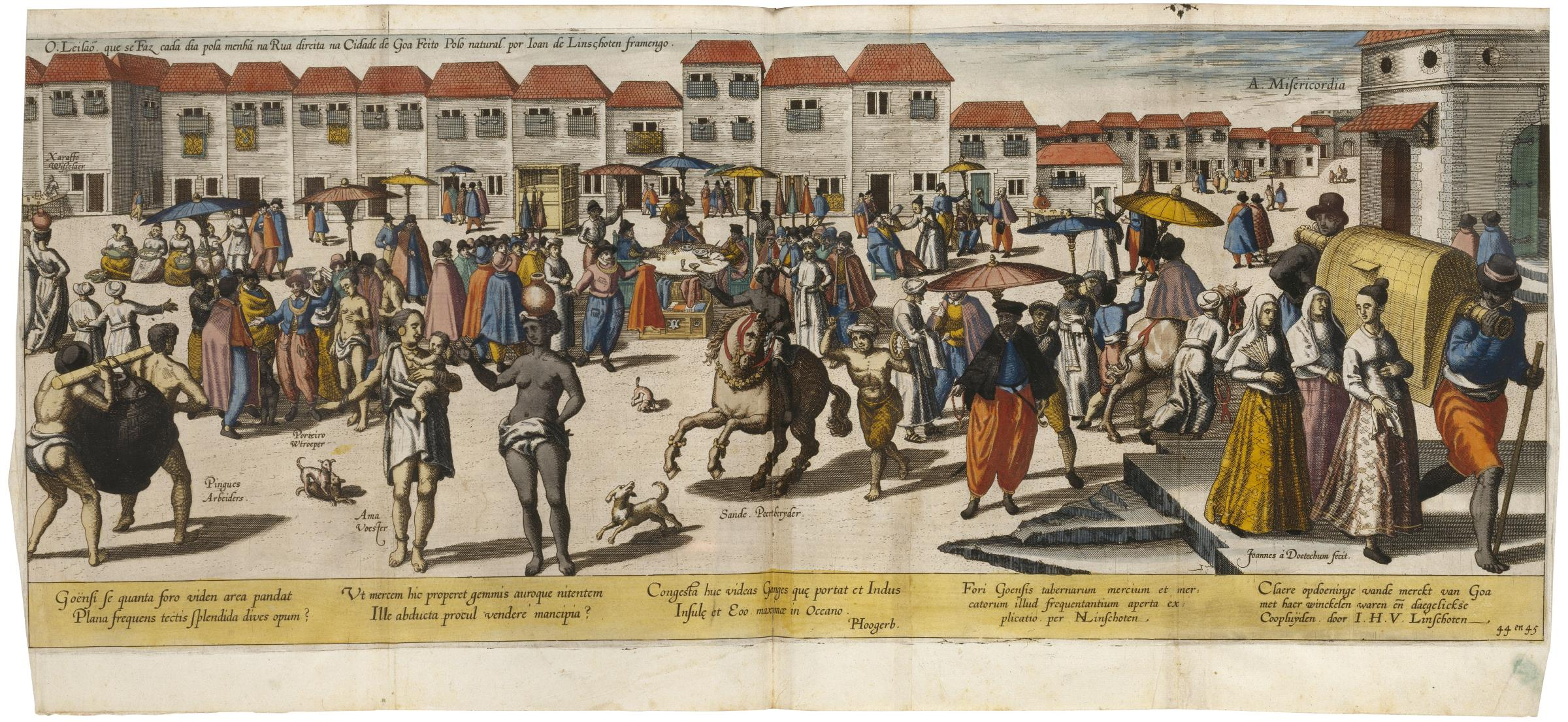
Ilustração quinhentista do rico mercado de Goa.

Ao conquistar Goa, Afonso de Albuquerque tornou-se o segundo europeu a conquistar terras na Índia desde Alexandre Magno.
Ao contrário das guarnições militares portuguesas estabelecidas em terras aliadas como Cochim e Cananor, Goa incluía um grande número de habitantes não-portugueses. De forma a melhor governá-los, Albuquerque decretou a liberdade de culto e permitiu que pessoas de diferentes comunidades étnicas vivessem segundo leis tradicionais suas. No entanto, a prática do sati, mediante a qual as viúvas hindus eram queimadas em piras foi imediatamente abolida. Muitos impostos devidos ao Hidalcão também foram abolidos.

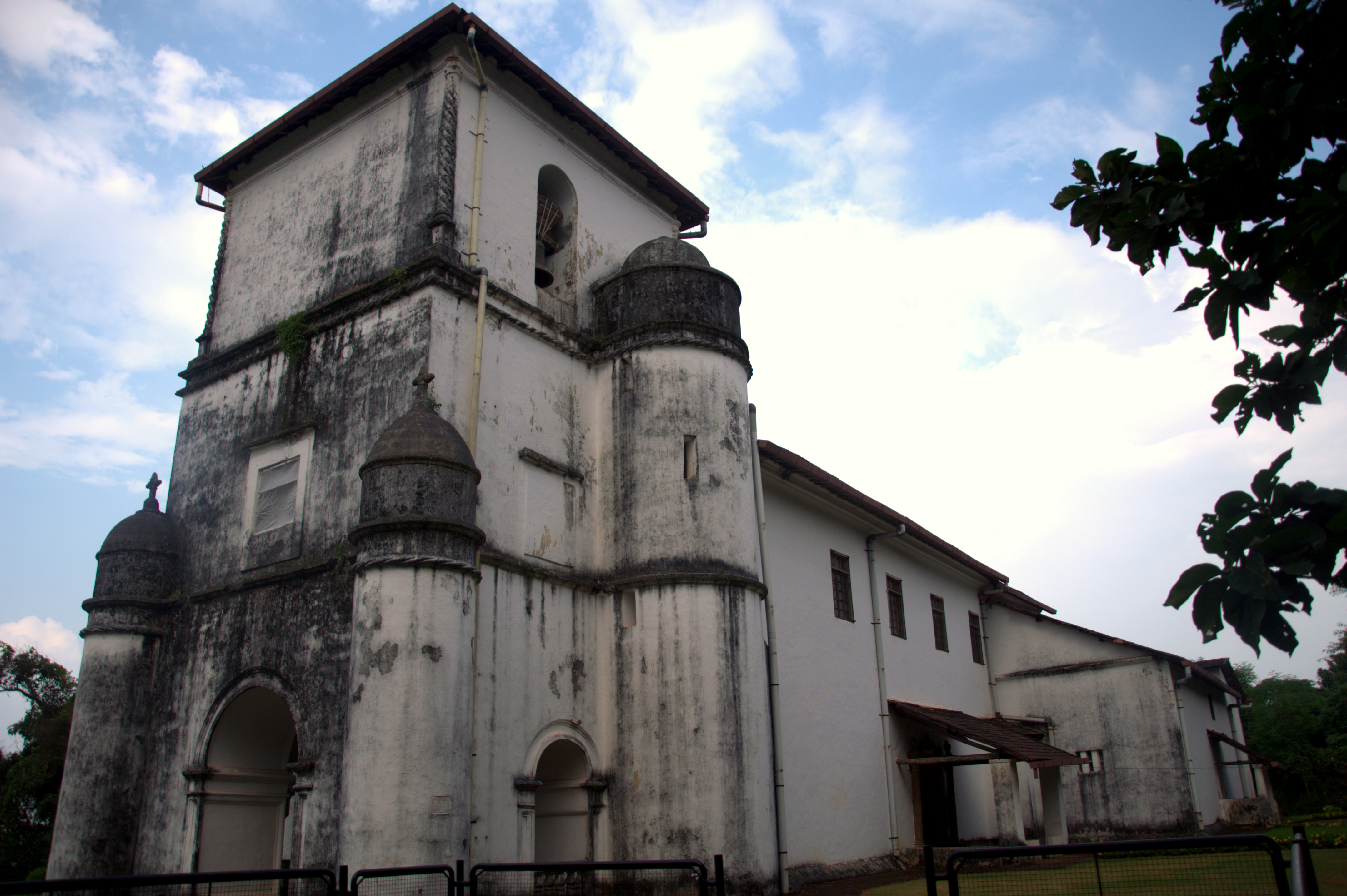
Igreja de Nossa Senhora do Rosário, a mais antiga em Goa, erigida no reinado de D. Manuel em estilo Manuelino.

Goa era um importante porto comercial de cavalos de guerra árabes e persas importados por via de Ormuz; fazendo uso do domínio português dos mares, Albuquerque decretou que todos os navios que importassem cavalos de guerra para a Índia descarregassem exclusivamente em Goa, assegurando assim uma lucrativa fonte de rendimentos para a cidade, pois tanto o Bisnaga como Bijapur necessitavam daquele recurso estratégico para levarem a cabo as suas guerras, inclusivamente contra os portugueses e procuravam obtê-los a qualquer custo. Albuquerque obteve em Goa arroz e receitas para manter os seus soldados ou marinheiros, e também habilidosos armadores indianos capazes de construir e reparar frotas, e armeiros, cruciais para diminuir a dependência de homens e materiais da longínqua Europa. Para além do mais, o estabelecimento de uma forte base naval forte em Goa permitia minar o comércio dos muçulmanos hostis no Oceano Índico, pois as forças navais portuguesas rompiam a ligação entre o hostil Sultanato do Guzerate e as ricas regiões produtoras de especiarias no sul da Índia e na Insulíndia, onde se encontravam poderosas comunidades de mercadores guzerates e outros muçulmanos, incitando os governantes locais a atacar os portugueses.
Em Goa, Albuquerque instituiu um orfanato e abriu um hospital, o Hospital Real de Goa, inspirado no grande Hospital Real de Todos os Santos em Lisboa. Também foram construídos hospitais mais pequenos geridos pela Misericórdia da cidade, de forma a ajudar os pobres tanto indígenas como portugueses.

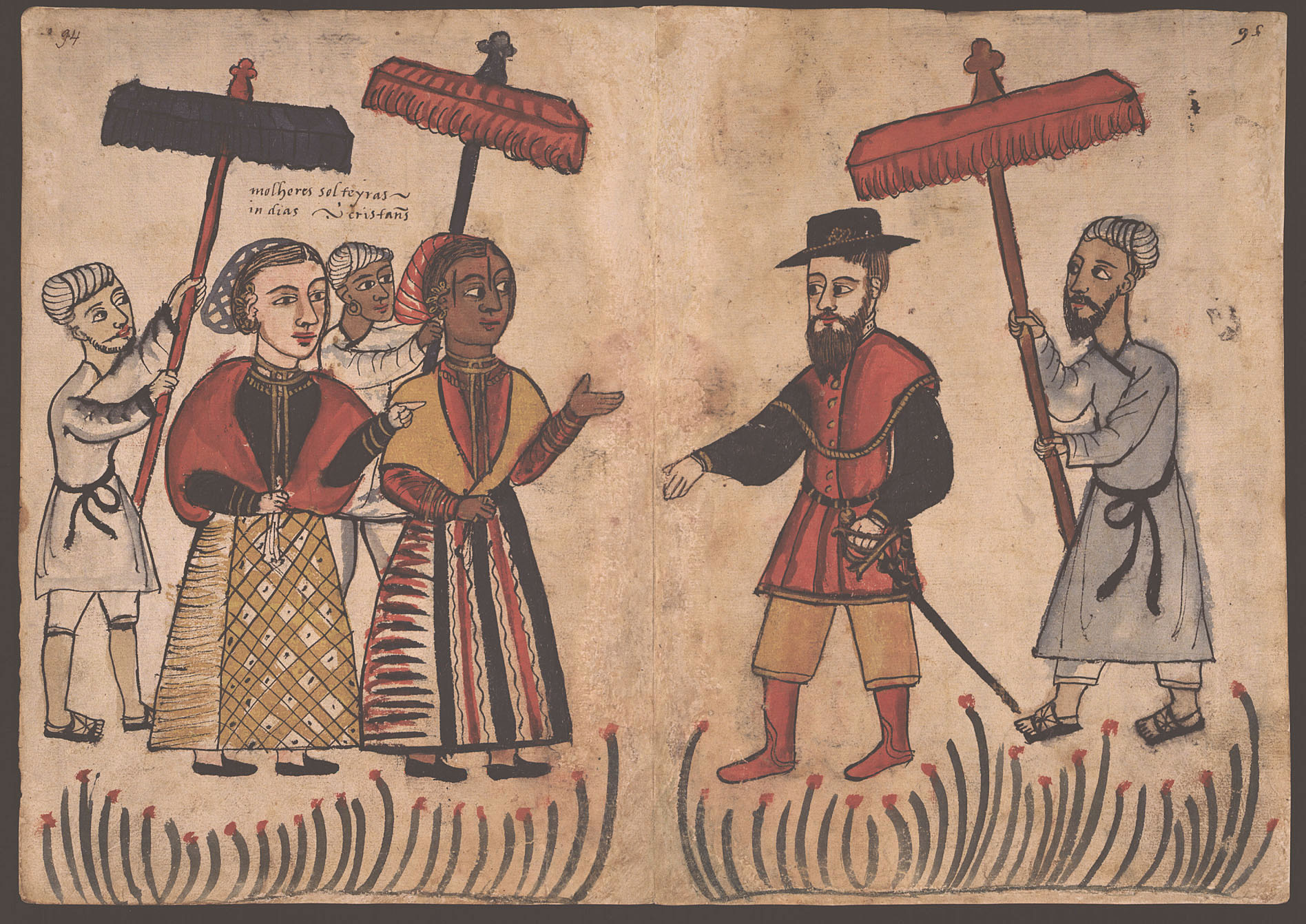
Portugueses e mulheres cristãs de Goa.

Indiscutivelmente, a política mais emblemática de Albuquerque foi a de ter encorajado os seus homens a casar mulheres locais e a se estabelecerem na cidade, concedendo-lhes terras confiscadas aos muçulmanos e um dote fornecido pelo estado. Pela primeira vez, as mulheres indianas passaram a poder deter propriedade privada, que antes lhes era vedado. A política generosa de Albuquerque, no entanto, não foi isenta de controvérsia entre os altos funcionários portugueses e o clero. No entanto, a prática continuou muito além da vida de Albuquerque, e a tempo os casados e os descendentes indo-portugueses tornar-se-iam uma das principais reservas de apoio da Coroa sempre que não chegassem da Europa homens e material suficientes.
Falando a vossa alteza na gente que mandais casar, a mim me parece muito grande serviço de Deus e vosso; e a inclinação da gente e desejos de casar em Goa, se vossa alteza visse bem, espantar-se-ia; e parece coisa de Deus desejarem os Portugueses tanto casar e viver em Goa; e assim me salve Deus, que a mim me parece que Nosso Senhor ordena isto e inclina os corações dos homens por alguma coisa de muito seu serviço escondida a nós. 

- Carta de Afonso de Albuquerque ao rei D. Manuel, 1 de Abril de 1512.

Cunhagem de moeda em Goa, ordenada por Afonso de Albuquerque.

As políticas de Albuquerque revelaram-se extremamente populares entre os seus soldados, bem como entre a população local, que apreciavam sobretudo o seu sentido de justiça apurado e incorruptível. Quando Albuquerque morreu em Goa em 1515, os hindus de Goa acorreram em massa ao seu funeral, e fizeram luto juntamente com os portugueses. O seu túmulo na ermida de Nossa Senhora da Serra foi convertido num santuário pelos hindus, que ali deixavam flores e a ele oravam, procurando ajuda em questões de justiça, até que os seus restos mortais foram devolvidos a Portugal em 1566.
Em 1520, os portugueses tomaram posse do distrito vizinho de Rachol a sul, pois naquele ano o imperador de Bisnaga Krishnadevaraya capturou o forte de Rachol e o entregou aos portugueses, em troca de defesa mútua contra os muçulmanos.
Em 1526, D. João III concedeu à cidade de Goa e à sua Câmara Municipal o mesmo estatuto jurídico de Lisboa, fazendo-a a segunda cidade do reino, num foral em que se redigiram as leis e privilégios gerais da cidade, da Câmara Municipal e da comunidade hindu local – especialmente importante pois na altura os goeses ainda não haviam redigido as suas leis em papel, sendo os crimes tratados por conselhos de anciãos ou juízes religiosos de entre a comunidade e transmitidas oralmente aos seus sucessores (portanto sujeitas a deturpações e abusos por parte dos mesmos).
Embora Albuquerque tenha pretendido que Goa fosse o centro do Império Português na Ásia, foi só em 1530 que o governador Nuno da Cunha transferiu a corte do vice-rei de Cochim para Goa, ficando Goa oficialmente a capital do Estado Português da Índia até 1961.